# Gregorio de Laferrère (Argentine)
Pour les articles homonymes, voir Gregorio de Laferrère.
Gregorio de Laferrère est une localité argentine située dans le partido de La Matanza, dans la province de Buenos Aires. Elle possède une superficie de 23,7 km2.

## Démographie
La localité compte 175 370 habitants (Indec, 2010), ce qui représente une augmentation de 12,5 % par rapport au recensement précédent de 2001 qui comptait 153 885 habitants.

## Personnalités liées à la commune
- Luca Langoni (2003-), footballeur argentin né à Gregorio de Laferrère.

## Religion
| Diocèse   | Gregorio de Laferrère |
| --------- | --- |
| Paroisses | Catedral Cristo Rey, Nuestra Señora de Luján, San Ignacio de Loyola, San Cayetano, Nuestra Señora de la Paz, Santa Teresita del Niño Jesús, Sagrado Corazón de Jesús |